# José Maria Dinis Vieira
José Maria Dinis Vieira ComNSC (Nisa, 24 de Novembro de 1847 – 1 de Julho de 1933), 1.º Visconde de Vale de Sobreira, foi um empresário agrícola, político e filantropo português.

## Família
Filho de Domingos da Cruz (Nisa, São Matias, Velada, 19 de Abril de 1822 - ?) e de sua mulher (Nisa, Nossa Senhora da Graça, 15 de Setembro de 1842) Catarina Dinis Vieira (Nisa, Nossa Senhora da Graça, 10 de Dezembro de 1821 - Nisa, Nossa Senhora da Graça, 2 de Julho de 1896), irmã do 1.º Barão de Maxial, neto paterno de Manuel Joaquim da Cruz e de sua mulher Maria do Rosário e irmão de Maria da Graça Dinis Vieira, casada com seu primo Augusto Dinis Vieira de Sousa.

## Biografia
Desempenhou durante muitos anos as funções de Presidente da Câmara Municipal e de Provedor da Santa Casa da Misericórdia de Nisa, onde foi grande Proprietário e Lavrador, e militou sempre no Partido Regenerador. Era Comendador da Ordem de Nossa Senhora da Conceição de Vila Viçosa.
O título de 1.º Visconde de Vale de Sobreira foi-lhe concedido, em sua vida, por Decreto de D. Carlos I de Portugal de data desconhecida, nos últimos anos do seu reinado, mas que não foi registado na Torre do Tombo.

## Casamento e descendência
Casou com Maria José da Graça e Oliveira (c. 1861 - Nisa, 25 de Fevereiro de 1949), filha do Dr. José Luís da Graça Mota e Moura, Doutor na Faculdade de Direito da Universidade de Coimbra, do Conselho de Sua Majestade El-Rei D. Luís I de Portugal, e de sua mulher Joaquina de Oliveira, com geração.